# Hans Kristian Saxtorph Helweg
Hans Kristian Saxtorph Helweg (ur. 17 października 1847 w Odense, zm. 16 kwietnia 1901 w Oringe, Vordingborg) – duński lekarz psychiatra, neuroanatom. Syn lekarza Heinricha Christiana Helwega (1812–1895) i Jacobine Sophie Saxtorph (1815–1898). Po ukończeniu studiów medycznych odbył staż w zakładzie psychiatrycznym Viborg Sindssygeanstalt. W 1878 ożenił się z Marie Augustą Krog i rozpoczął pracę w Jydske Asyl. W 1886 ukończył dysertację na stopień doktora medycyny.
Opisał jako pierwszy drogę oliwkowo-rdzeniową (znaną też jako pęczek Helwega).